# Управление Владивостокского военного порта и Сибирской флотилии
Управление Владивостокского военного порта и Сибирской флотилии — здание военного управления во Владивостоке. Построено в 1903 году. Автор проекта — архитектор И.И. Зеештрандт. Историческое здание по адресу Светланская улица, 72 сегодня является объектом культурного наследия Российской Федерации.

## История
Здание возведено в 1903 году строительной комиссией Владивостокского порта по проекту архитектора И.И. Зеештрандта. До 1922 года в помещениях строения располагалось управление Владивостокского военно-морского порта. В советское время — учреждения.   

## Архитектура
Здание двухэтажное кирпичное под штукатурку, Г-образное в плане. Имеет важное значение в застройке улицы Светланской, замыкая перспективу значительного отрезка улицы в месте перелома направления. Расположено здание углом вглубь квартала, из-за чего перед ним образована небольшая треугольная площадь типа курдоньер. В архитектурно-художественном решении здания применены мотивы классицизма и ренессанса, придающие ему торжественный. дворцовый характер, подчёркивающие его особое значение в застройке улицы. Фасады расчленены в пропорциях ордерной системы, первый этаж рустован, широкий антаблемент декорирован лепниной, окна объединены попарно полуциркулярным архивольтом, углы раскрепованы. Парадный вход акцентирован куполом и небольшим ризалитом, увенчанным балюстрадой.          